# Carmen (1926)
Carmen ist eine Verfilmung des gleichnamigen Romans von Prosper Mérimée, die Jacques Feyder 1926 mit Raquel Meller, Fred Louis Lerch und Gaston Modot in den Hauptrollen für Les Films Albatros als Stummfilm realisiert hat. Das Drehbuch schrieb er nach der literarischen Vorlage aus dem Jahre 1845 selbst. Der dem Surrealismus zuneigende Luis Buñuel, welcher neben Charles Spaak auch Regieassistent war, spielt darin eine kleine Rolle als Schmuggler.

## Handlung
Don José, ein junger Soldat, lässt, gefangen in Leidenschaft zu der Zigeunerin Carmen, alles hinter sich und wird zuerst fahnenflüchtig und dann zum Schmuggler, nur um ihr nahe zu sein. Um die Frau ganz für sich zu haben, tötet er deren Liebhaber Garcia. Carmen aber, eine freie Frau, hält ihm nicht die Treue und verlässt ihn wegen Lukas, einem Stierkämpfer, was José in den Wahnsinn und zum Mord treibt.
„Carmen kennt weder Vergangenheit noch Zukunft, sondern lebt ausschließlich im Hier und Jetzt. Liebe bedeutet ihr nichts, sie ist nur eine flüchtige Laune. Ihre Haupteigenschaft ist genau die Wandelbarkeit, die Don José am meisten verabscheut.“
(Ulf Kjell Gür)

## Hintergrund
Carmen war eine Produktion des 1919 von Exilrussen gegründeten Unternehmens Les Films Albatros um den Produzenten Alexandre Kamenka und seinen Produktionsassistenten Charles Barrois. Sie erschien im Verleih der Les Films Armor. Lazare Meerson schuf das Bühnenbild. Für die Photographie zeichneten Maurice Desfassiaux und Paul Parguel verantwortlich. Den Schnitt besorgte Jacques Feyder, assistiert von Henriette Caire. Die Kostüme entwarfen Wassili Schuchajew und Jeanne Lanvin. Die Titelrolle spielte die spanische Schauspielerin und Sängerin Raquel Meller.
Die Illustrationsmusik schrieb der spanisch-mexikanische Komponist und Dirigent Ernesto Halffter Escriche. Ein Schüler von Manuel de Falla und Maurice Ravel, vermied er die leitmotivische Charakterisierung einzelner Figuren zugunsten einer Atmosphäre in impressionistischen Farben.
Carmen wurde am 5. November 1926 in Paris erstaufgeführt. In Deutschland bekam der Film den Titel „Die weisse Zigeunerin“ und wurde als „ein Drama in 5 Akten aus dem Leben der spanischen Toreros, mit Raquel Meller in der Titelrolle“ angekündigt.
Carmen lief europaweit auch in Dänemark, Finnland, Griechenland, Spanien, Portugal und Polen. In Übersee wurde der Film auch in den USA und in Brasilien gezeigt.

## Rezeption
Feyders Version von Carmen wurde an Originalschauplätzen in Spanien und Südfrankreich gedreht. Gleichwohl ist sie weit entfernt von einem malerischen Stil, fiel vielmehr „nüchtern und tragisch“ aus.
Zur Wahl seiner Hauptdarstellerin bemerkte Jacques Feyder: “No me han pedido hacer una película sobre Carmen con Raquel Meller, sino hacer con Raquel Meller algo sobre Carmen”.
Rezensionen erschienen von/in:
Jean Eyre in Mon Ciné 220 vom 6. Mai 1926, S. 6–8.
Jean Vignaud in Ciné Miroir 111 vom 1. Dez. 1926, S. 9–16.
Eva Elie in Ciné Magazine 49 vom 3. Dez. 1926
„I read Feyder’s film more as a struggle between the directorial vision of Spanish stereotypes on the one hand, and the star’s  resistance to that stereotype on the other, a resistance which can be understood in the context of women’s changing place in French society. The film was conceived as a star vehicle for the Spanish actress Raquel Meller by the dynamic Films Albatros, a group of Russian expatriates whose films enjoyed particular success in the 1920s due in part to great actors such as Ivan Mozzhukhin and set-designers such as Lazare Meerson. Meller was originally a popular singer; her song ‘La Violetéra’ had been an international success, and was eventually used by Chaplin in City Lights (1931)“
(Phil Powrie: The kiss-curl and the resisting eyes)
„In the lead, Raquel Meller plays an unusual Carmen. She is not flamboyant and she clashed with the director during the shooting. She even suggested they should call the author, Prosper Mérimée (who died in 1870...) over the phone!“
(Ann Harding)
Carmen inspirierte 1926 mehrere namhafte Graphikkünstler, darunter Pierre Chenal, Alain Cuny, Jean-Adrien Mercier und in Österreich Else Czulik, zu verschiedenen Plakatentwürfen.
- Restaurierung und Wiederaufführung:

Die von der Cinématheque Française 1985 restaurierte Fassung von Carmen maß 3408 Meter und hatte eine Spieldauer von 110 Minuten.
2001 wurde Carmen von ZZ productions erneut restauriert. Der Film ist nunmehr 3824 Meter lang, viragiert, und wurde am 21. Juni 2002 vom Kultursender Arte im Deutschen Fernsehen ausgestrahlt.
Eine Einspielung der Filmmusik von Ernesto Halffter durch das Rundfunk-Sinfonieorchester Frankfurt unter dem Dirigenten Marc Fitz-Gerald ist 2011 auf dem label Naxos als CD erschienen.